# Diphasiastrum kablikianum
Diphasiastrum kablikianum là một loài thực vật có mạch trong Họ Thạch tùng. Loài này được (Domin) Dostál mô tả khoa học đầu tiên năm 1984.